# 이나리촌 (와카야마현)
이나리촌(稲成村)은 와카야마현 니시무로군에 설치되었던 촌이다. 현재의 다나베시에 해당한다. 
현재는 다나베시 이나리초에 해당하는 지역이며 2020년 3월 말 현재 인구는 2,772명. 우편번호는 646-0051번이다.

## 지리
다나베시의 북서부, 기이타나베역의 북쪽, 아이즈강의 하류역에 해당한다.